# Satya Mohan Joshi
Satya Mohan Joshi (Lalitpur, 12 mei 1920 – aldaar, 16 oktober 2022) was een Nepalees schrijver en onderzoeker. Joshi publiceerde over de cultuur en geschiedenis van Nepal. Ook was hij de voorzitter van de "Nepal Bhasa Academy", een organisatie voor het behoud en de ontwikkeling van het Newaars.

## Biografie
Joshi werd geboren in een klein dorpje in het district Lalitpur. Hij volgde thuisonderwijs, totdat hij in 1944 naar Kathmandu vertrok om daar zijn vervolgopleiding te volgen. In 1959, bij de oprichting van Nepals eerste universiteit, de Universiteit van Tribhuvan, werd hij benoemd tot het hoofd van de Faculteit der Archeologische en Culturele Wetenschappen.
Na de staatsgreep van koning Mahendra in 1960 vluchtte Joshi naar de Volksrepubliek China, waar hij ongeveer vijf jaar lang Nepalees onderwees aan het 'Peking Broadcasting Institute’ in Peking. Tijdens zijn verblijf in China deed hij onderzoek naar Arniko, een beeldhouwer uit de Malla-dynastie, die in de dertiende eeuw vanuit Nepal naar China migreerde.
In Nepal wordt Joshi door velen beschreven als een "renaissance man" met meer dan 60 boeken over muziek, geschiedenis, cultuur, literatuur en drama op zijn naam. Joshi heeft verschillende prijzen en onderscheidingen ontvangen, waaronder meermaals de Madan Puraskar (in 1956, 1960 en 1970) en de Orde van Gorkha Dakshina Bahu.
Ter ere van Joshi’s 100ste verjaardag heeft de Nepalese Centrale Bank nieuwe biljetten uitgegeven van 100, 1.000 en 2.500 Nepalese roepie, met daarop het portret van Joshi. Op 17 november 2021 werd Joshi de eerste persoon die het elektronische paspoort van Nepal ontving.
Joshi overleed op 102-jarige leeftijd.
- CiNii: DA14613551
- Gemeinsame Normdatei: 1115255371
- International Standard Name Identifier: 0000 0000 8201 5732
- Library of Congress Control Number: n82144615
- Nederlandse Thesaurus van Auteursnamen: 112679668
- Virtual International Authority File: 16123969
- WorldCat: E39PBJbtkWqcJ8r6RW84hMdvpP